# Montlandon
|  | Aquest article tracta sobre el municipi de l'Eure i Loir. Si cerqueu el municipi desaparegut de l'Alt Marne, vegeu «Haute-Amance». |

Montlandon és un municipi francès del Cantó de La Loupe (departament de l'Eure i Loir, regió de Centre). L'any 2007 tenia 279 habitants.

## Demografia

### Població
El 2007 la població de fet de Montlandon era de 279 persones. Hi havia 106 famílies, de les quals 28 eren unipersonals (16 homes vivint sols i 12 dones vivint soles), 41 parelles sense fills, 33 parelles amb fills i 4 famílies monoparentals amb fills.
La població ha evolucionat segons el següent gràfic:

### Habitatges
El 2007 hi havia 142 habitatges, 112 eren l'habitatge principal de la família, 29 eren segones residències i 1 estava desocupat. Tots els 142 habitatges eren cases. Dels 112 habitatges principals, 96 estaven ocupats pels seus propietaris, 14 estaven llogats i ocupats pels llogaters i 2 estaven cedits a títol gratuït; 10 tenien dues cambres, 22 en tenien tres, 30 en tenien quatre i 50 en tenien cinc o més. 86 habitatges disposaven pel capbaix d'una plaça de pàrquing. A 50 habitatges hi havia un automòbil i a 45 n'hi havia dos o més.

### Piràmide de població
La piràmide de població per edats i sexe el 2009 era:
| Homes | Edats   | Dones |
| ----- | ------- | ----- |
| 0     | 95 o +  | 0     |
| 0     | 90 a 94 | 0     |
| 0     | 85 a 89 | 8     |
| 4     | 80 a 84 | 0     |
| 12    | 75 a 79 | 8     |
| 0     | 70 a 74 | 12    |
| 4     | 65 a 69 | 4     |
| 8     | 60 a 64 | 0     |
| 0     | 55 a 59 | 0     |
| 8     | 50 a 54 | 8     |
| 8     | 45 a 49 | 4     |
| 0     | 40 a 44 | 8     |
| 8     | 35 a 39 | 4     |
| 8     | 30 a 34 | 12    |
| 12    | 25 a 29 | 0     |
| 0     | 20 a 24 | 8     |
| 4     | 15 a 19 | 0     |
| 0     | 10 a 14 | 8     |
| 4     | 5 a 9   | 12    |
| 4     | 0 a 4   | 16    |

## Economia
El 2007 la població en edat de treballar era de 157 persones, 117 eren actives i 40 eren inactives. De les 117 persones actives 104 estaven ocupades (59 homes i 45 dones) i 13 estaven aturades (8 homes i 5 dones). De les 40 persones inactives 13 estaven jubilades, 12 estaven estudiant i 15 estaven classificades com a «altres inactius».

### Ingressos
El 2009 a Montlandon hi havia 108 unitats fiscals que integraven 251 persones, la mediana anual d'ingressos fiscals per persona era de 17.191 €.

### Activitats econòmiques
Dels 13 establiments que hi havia el 2007, 2 eren d'empreses extractives, 1 d'una empresa alimentària, 1 d'una empresa de fabricació d'altres productes industrials, 2 d'empreses de construcció, 1 d'una empresa de comerç i reparació d'automòbils, 1 d'una empresa d'informació i comunicació, 1 d'una empresa immobiliària, 3 d'empreses de serveis i 1 d'una empresa classificada com a «altres activitats de serveis».
Dels 4 establiments de servei als particulars que hi havia el 2009, 1 era un guixaire pintor, 1 fusteria, 1 perruqueria i 1 agència immobiliària.
L'únic establiment comercial que hi havia el 2009 era una fleca.
L'any 2000 a Montlandon hi havia 4 explotacions agrícoles.

## Equipaments sanitaris i escolars
El 2009 hi havia una escola maternal integrada dins d'un grup escolar amb les comunes properes formant una escola dispersa.

## Poblacions properes
El següent diagrama mostra les poblacions més properes.